# Eva Bengtson Skogsberg
Eva Monika Elisabet Bengtson Skogsberg, född 11 juni 1951 i Madesjö församling i Kalmar län, är en svensk byggnadsingenjör och politiker (moderat). Hon var ordinarie riksdagsledamot 2006–2014, invald för Kalmar läns valkrets.
I riksdagen var hon ledamot i konstitutionsutskottet 2006–2009 och civilutskottet 2009–2014. Hon var även suppleant i konstitutionsutskottet, kulturutskottet, socialutskottet, trafikutskottet och sammansatta konstitutions- och utrikesutskottet. Hon är suppleant i Valprövningsnämnden sedan 2015.